# Széplaki Pál (lovas)
Széplaki Pál (Budapest, 1945. február 3. – ) magyar lovas, olimpikon, mesteredző és lovastanár (Hippologus). Az 1972. évi nyári olimpiai játékok résztvevője. A Budapest Honvéd SE örökös bajnoka és a Széchenyi István Emlékérem cím birtokosa.

## Pályafutása
A magyar bajnokságokon díjugratásban, egyéniben kétszeres bronzérmes (1971, 1972) , négyszeres negyedik (1969, 1970, 1973, 1974) és egyszeres ötödik (1965) helyezett, Csapatban ötszörös bajnok (1970 és 1974 között folyamatosan), kétszeres ezüstérmes (1967, 1969) és egyszeres bronzérmes (1965). 
A Budapest bajnokságokon díjugratás egyéniben egyszeres bajnok (1968) és kétszeres bronzérmes (1969, 1973). Csapatban háromszoros bajnok (1968, 1973, 1975) és háromszoros ezüstérmes (1969, 1971, 1972). A budapesti nemzetközi versenyen egyéniben 1969-ben 3., 1970-ben és 1971-ben 1. helyezést, csapatban 1971-ben 2. helyezést ért el. Az olsztyni nemzetközi versenyen egyéniben 1971-ben 2., 1973-ban 5., csapatban 1972-ben és 1973-ban 3. helyezést ért el.  
Az 1972-es olimpián a díjugratás egyéni versenyében Kemal nevű lován 28.00 hibaponttal a 48. helyen végzett. A díjugratás csapatversenyében a 186.50 hibaponttal végző csapatot (Ákos Ajtony, Bognár Sándor, Móra László és ő) a 17. helyre rangsorolták úgy, hogy Bálvány nevű lován már el sem indult. 
1973-ban tagja volt a Kijevben megrendezett Baráti Hadseregek Bajnokságán győztes magyar díjugrató csapatnak. A hosszú pályafutása során csak a Budapest Honvéd versenyzője volt. Később az egyesület instruktora, vezetőedzője, lovas szakosztályának vezetője volt. A díjugrató válogatott és az öttusa válogatott lovas edzője is volt. A Testnevelési Főiskola lovas szakedzőjeként 1981-ben végzett, majd később oktatóként a jövő lovas és öttusa edzők képzését végezte. Kaposváron elvégezte a lótenyésztő szakmérnöki szakot. 
Az 1992-es Barcelonában rendezett olimpián Göttler Vilmos edzőjeként, a 2000-es Sydneyben rendezett olimpián, mint magánember vett részt. A Magyar Lovas Szövetség elnökségi tagja, a díjugrató szakág vezetőségi és a Magyar Sportlótenyésztő Egyesület vezetőségi tagja is volt. A Budapesti Honvéd lovas szakosztályának és öttusázóinak a lovas edzője, majd a Honvédelmi Minisztérium ReCreativ Kht. lovardájának létesítményvezetője volt és innen vonult nyugállományba 
Azonban aktív maradt, mint edző, s versenybíró és résztvevője számtalan lovasversenynek. Edzői kvalitását elismerve 2016 júliusában mesteredzői címet kapott. A magyar lovasok közül egyedül szerepelt a világ egyik legismertebb lovas lapja, az International Reiter Revue címlapján. A Budapest Honvéd SE örökös bajnokának, a Széchenyi István Emlékérem birtokosának is mondhatja magát és a Kaposvári Egyetemen 2018-ban lovastanár kitüntető címet kapott.